# Jeff Williams
Jeffrey Williams (nascido em 18 de agosto de 1958) é um ex-ciclista britânico que correu durante a década de 80 do século XX. Em Moscou 1980, ele terminou em quadragésimo sétimo lugar no contrarrelógio individual.
Campeão nacional em 1982.